# Аріос Пагос
Аріос Пагос (грец. Άρειος Πάγος, Ареопаг — пагорб Ареса), Касаційний суд — вищий спеціалізований суд Греції з розгляду цивільних і кримінальних справ, тобто Верховний цивільний та кримінальний суд. Судові рішення Касаційного суду не можуть бути оскаржені. Якщо Касаційний суд вирішить, що суд нижчьої інстанції виніс судове рішення з порушенням норм матеріального, чи процесуального права, то він може направити справу на новий розгляд до суду нижчьої інстанції. У ньому розглядаються тільки юридичні, а не фактичні питання. Аріос Пагос є вищою судовою інстанцією. Нинішнім головою суду є Георгіос Каламідас.
В 1934–1981 роках Аріос Пагос розміщувався в будівлі Іліу Мелатрон по вулиці Панепістиміу.

## Список голів суду
| Ім'я                      | Початок повноважень | Кінець повноважень | Примітки |
| ------------------------- | ------------------- | ------------------ | --- |
| Христодулос Клонаріс      | 1835                | 1847               | Перший голова Аріос Пагос |
| Іоанніс Сомакіс           | 1847                | 1848               | |
| Христодулос Клонаріс      | 1848                | 1849               | Другий термін |
| Георгіос А. Ралліс        | 1849                | 1861               | Один з перших викладачів юридичного факультету Афінського університету |
| Арістідіс Мораїтініс      | 1861                | 1872               | В період його головування в Аріос Пагос в державі змінилось два прем'єр-міністри                                                                                              |
| Дімітріос Вальвіс         | 1872                | 1885               | Допоміг розрядити політичну кризу 1875 року, запросивши в суд уряд Дімітріоса Вулгаріса                                                                                       |
| Ніколаос П. Деліянніс     | 1885                | 1891               | Брат Теодороса Деліянніса, батько політика Епамінондаса Деліянніса; один із засновників і голів Товариства друзів народу.                                                     |
| Константінос Сімантірас   | 1891                | 1911               | 1902 року король Георг I запропонував Сімантірасу очолити тимчасовий уряд, аби не допустити до влади Теодороса Деліянніса, але Сімантірас відмовився.                         |
| Христос Капсаліс          | 1911                | 1921               | Уродженець Месолонгіона, син Апостоліса Капсаліса і онук героя взяття Месолонгіона Христоса Капсадіса. Син — Дімітріс Капсаліс, дипломат міжвоєнної доби, посол Греції в Рим. |
| Спірідон Цагріс           | 1921                | 1922               | |
| Антоніос Зілімон          | 1922                | 1933               | |
| Георгіос Панопулос        | 1933                | 1941               | |
| Константінос Кіріллопулос | 1941                | 1945               | |
| Іоанніс Сакеттас          | 1945                | 1948               | |
| Іліас Папаіліу            | 1948                | 1953               | |
| Христос Ставропулос       | 1953                | 1953               | |
| Іоанніс Апостолопулос     | 1953                | 1959               | |
| Константінос Каукас       | 1959                | 1963               | |
| Стіліанос Мавроміхаліс    | 1963                | 1968               | |
| Теодорос Камберіс         | 1968                | 1969               | |
| Атанасіос Георгіу         | 1969                | 1970               | |
| Василіос Пацуракос        | 1970                | 1973               | |
| Лісандрос Каннелакос      | 1973                | 1974               | |
| Дімітріос Маргеллос       | 1974                | 1975               | |
| Константінос Захаріс      | 1975                | 1976               | |
| Спірідон Гангас           | 1976                | 1977               | |
| Георгіос Караманос        | 1977                | 1978               | |
| Спірідон Коллас           | 1978                | 1979               | |
| Дімітріос Скумбіс         | 1979                | 1982               | |
| Георгіос Констас          | 1982                | 1985               | |
| Антоніос Стасінос         | 1985                | 1989               | |
| Іоанніс Грівас            | 1989                | 1990               | В період з 11 жовтня 1989 року по 23 листопада 1989 року очолював тимчасовий уряд.                                                                                            |
| Василіос Коккінос         | 1990                | 1996               | Почесний президент Аріос Пагос. Він був також головою Верховного Спеціального суду.                                                                                           |
| Стефанос Матфіас          | 1996                | 2002               | Почесний президент Аріос Пагос. |
| Георгіос Капос            | 2002                | 2005               | |
| Ромілос Кедікоглу         | 2005                | 2007               | |
| Василіос Нікопулос        | 2007                | 2009               | |
| Георгіос Каламідас        | 2009                |                    | |